# Laurêncio (monetário)
Laurêncio (em latim: Laurentius) foi um oficial bizantino do século VI, ativo durante o reinado do imperador Justino II (r. 565–578) em Ravena, na Itália. Era pai do oficial Pascoal e sabe-se que morreu em algum momento antes de 3 de junho de 572. Não é certo o ofício que exerceu, embora seja provável que fosse palatino das sagradas liberalidades (palatinus sacrarum largitionum) e monetário do ouro (monetarius auri).